# Alticola montosa
Alticola montosa är en däggdjursart som först beskrevs av Frederick W. True 1894.  Alticola montosa ingår i släktet asiatiska bergssorkar, och familjen hamsterartade gnagare. IUCN kategoriserar arten globalt som sårbar. Inga underarter finns listade i Catalogue of Life.
Denna gnagare förekommer i Kashmirregionen samt i ett mindre område i nordvästra Pakistan vid gränsen mot Afghanistan. Arten vistas i bergstrakter mellan 2600 och 4300 meter över havet. Habitatet utgörs av bergsskogar och gläntor med klippig mark.
Arten når en kroppslängd (huvud och bål) av 10,2 till 12,6 cm och en svanslängd av 4,1 till 6,5 cm. Viktuppgifter saknas. Den långa och mjuka pälsen har på ovansidan en mörkbrun färg och på undersidan förekommer gråaktig päls. Skillnaden mot andra släktmedlemmar består i avvikande detaljer av tandemaljens konstruktion på kindtänderna.
Som föda registrerades stjälkar och blad från malörtssläktet (Artemisia), från trampörtssläktet och från timjansläktet (Thymus).